# Голямата работа
„Голямата работа“ (на английски: The Boss) е американски комедиен филм от 2016 г. на режисьора Бен Фалконе, който е съсценарист със Мелиса Маккарти и Стив Малори. Във филма участват Мелиса Маккарти, Кристен Бел, Ела Андерсън, Тайлър Лабийн, Кати Бейтс, Ани Мъмоло, Тимъти Саймонс и Питър Динклидж.
Премиерата на филма е в Сидни на 21 март 2016 г. и в САЩ на 8 април от „Юнивърсъл Пикчърс“.